# Sächsischer Museumspreis
Der Sächsische Museumspreis wird seit 2007 alle zwei Jahre vom Sächsischen Staatsministerium für Wissenschaft, Kultur und Tourismus an nichtstaatliche Museen in Sachsen vergeben.
Bei jeder Verleihung werden ein Hauptpreis, dotiert mit 20.000 Euro, und zwei Spezialpreise, dotiert mit jeweils 5.000 Euro, vergeben.

## Preisträger
| Jahr | Hauptpreis                                 | Spezialpreise                                                              |
| ---- | ------------------------------------------ | -------------------------------------------------------------------------- |
| 2007 | Museum der Westlausitz Kamenz              | Musikinstrumenten-Museum Markneukirchen, Gellert-Museum Hainichen          |
| 2009 | Museum für Naturkunde Chemnitz             | Stadtmuseum Riesa, Karl-May-Museum Radebeul                                |
| 2011 | Museum Bautzen                             | Schloss Klippenstein Radeberg, Adam-Ries-Museum Annaberg-Buchholz          |
| 2013 | Grassi Museum für Angewandte Kunst Leipzig | Kunstsammlungen Chemnitz, Kleinbauernmuseum Reitzendorf                    |
| 2015 | Deutsches Hygiene-Museum Dresden           | Museum der bildenden Künste Leipzig, Bach-Museum Leipzig                   |
| 2017 | ZCOM Hoyerswerda                           | Verkehrsmuseum Dresden, Kulturhistorisches Museum Görlitz                  |
| 2019 | Naturalienkabinett Waldenburg              | Städtische Museen Zittau, Deutsches Damast- und Frottiermuseum Großschönau |
| 2021 | Naturkundemuseum Leipzig                   | Deutsches Stuhlbaumuseum Rabenau, Neue Sächsische Galerie Chemnitz         |
| 2023 | Lohgerbermuseum Dippoldiswalde             | Städtische Museen Zittau, Kunstsammlungen Zwickau                          |